# Mark Blundell
Mark Blundell (London, Engleska, 8. travnja 1966.) je bivši britanski vozač automobilističkih utrka. U Formuli 1 se natjecao od 1991. do 1995., a najbolji rezultati su mu tri treća mjesta. Pobijedio je na utrci 24 sata Le Mansa 1992. zajedno s Derekom Warwickom i Yannickom Dalmasom. U IndyCaru se natjecao od 1996. do 2000., te ostvario tri pobjede 1997. 

## Vanjske poveznice
- Mark Blundell Racing Reference